# (1007) Pawlowia
(1007) Pawlowia és un asteroide que pertany al cinturó d'asteroides descobert el 5 d'octubre de 1923 per Vladímir Aleksándrovitx Albitski des de l'observatori de Simeiz a Crimea. Està anomenat en honor d'Ivan Petróvitx Pàvlov (1849-1936), premi Nobel en 1904.

Aquest planeta menor va rebre el nom del biòleg rus Ivan Pàvlov (1849-1936), guardonat amb el Premi Nobel de Fisiologia o Medicina el 1904. Pàvlov és més conegut per les seves investigacions sobre condicionament clàssic (el gos de Pavlov). La cita oficial de noms va ser esmentada a Els noms dels planetes menors per Paul Herget el 1955 (H 96). El cràter lunar Pàvlov també va ser anomenat en honor seu.